# Phlugis dubia
Phlugis dubia är en insektsart som beskrevs av Heinrich Hugo Karny 1907. Phlugis dubia ingår i släktet Phlugis och familjen vårtbitare. Inga underarter finns listade i Catalogue of Life.